# جورج أ. شرودر
جورج أ. شرودر هو سياسي أمريكي، ولد في 21 فبراير 1894، وتوفي في 10 يناير 1943. نشط حزبياً في الحزب الديمقراطي. وقد انتخب عضو مجلس نواب ميشيغان ‏.